# Henri Herd
Henri Herd, bijnaam Constant le Marin (Constant de zeeman) (Luik, 2 augustus 1884 - 4 november 1965) was een professioneel Belgisch worstelaar in de discipline Grieks-Romeins worstelen.

## Biografie

### Beginjaren
Henri Herd werd geboren in Luik en vatte zijn worsteltraining in 1901 aan in een kleine sporthal in zijn geboortestad. In 1903 verloor hij de finale van de jaarlijkse amateurkampioenschappen in Luik tegen zijn trainer Jules Depireux. Zijn eerste toernooi als professioneel worstelaar was in Luik in 1905 waar hij toen zijn bijnaam Constant le Marin aannam, ter ere van zijn idool Constant le Boucher. Herd werd gevraagd voor toernooien in Europa, Noord- en Zuid-Amerika. Hij won de wereldkampioenschappen in Parijs in 1907. Na een derde plaats op het Europees kampioenschap in 1906 in Parijs,werd hij tweede op het Europees kampioenschap in 1907 en behaalde een tweede wereldtitel in Buenos Aires in 1910. 

### Oorlogsheld

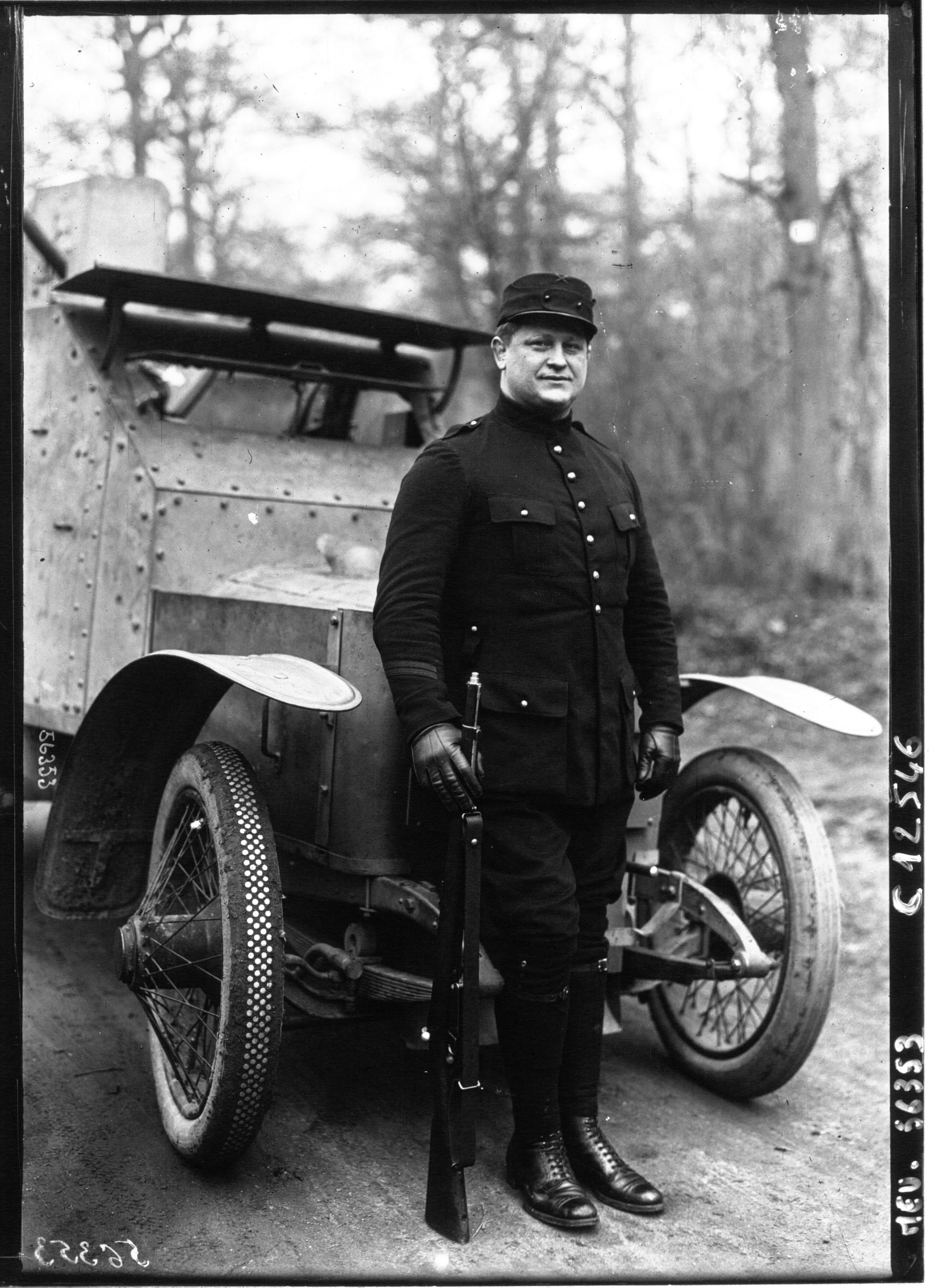
Constant le Marin in militair uniform, 1914

Toen Duitsland België binnenviel in augustus 1914 gaf hij zich op als vrijwilliger in het Belgische leger. Toen het pantserkorps Autos-Canons-Mitrailleuses (ACM) werd opgericht, werd hij naar daar overgeplaatst. Van 1915 tot 1917 vochten zij aan het oostfront. Bij de veldslag in Koniouki in juli 1917 kreeg Herd twee kogels in de dij en één in zijn arm. Herd werd gedecoreerd door koning Albert I en ontving viermaal het Kruis van Sint-Joris, een Russische militaire onderscheiding, van tsaar Nicolaas II.

### Naoorlogse jaren

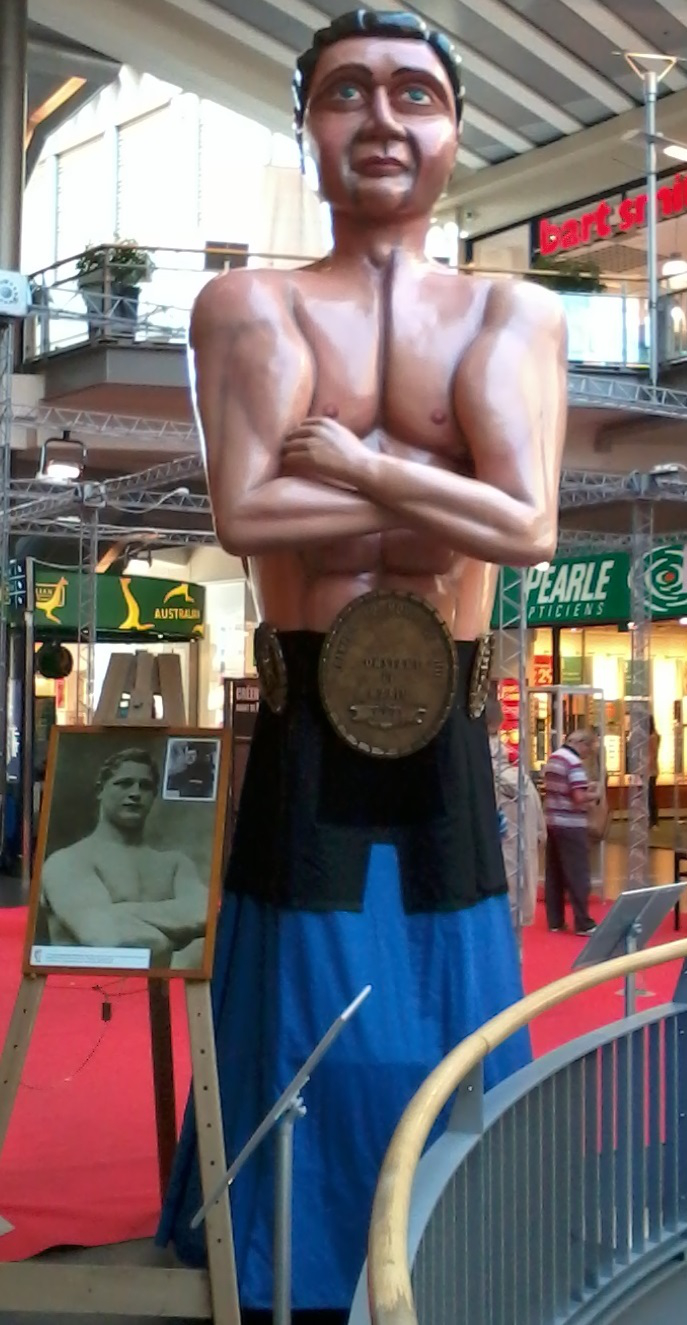
Stadsreus Constant le Marin

Na de Eerste Wereldoorlog hervatte Herd, ondanks zijn opgelopen verwondingen, zijn trainingen en professionele worstelcarrière. Hij werd nogmaals wereldkampioen in Parijs op 15 maart 1921. Omdat hij te oud bevonden werd voor het Belgische leger vluchtte hij in mei 1940 naar Bordeaux waar hij werkte in een opvangcentrum voor Belgische vluchtelingen. Vervolgens trok hij naar Argentinië waar hij verbleef tot het einde van de Tweede Wereldoorlog. In 1946 keerde hij terug naar Luik waar hij in de Luikse wijk Outremeuse Le Café des Lutteurs opende, met in de kelderverdieping een sportzaal.
Henri Herd overleed in 1965 en op 14 augustus 1988 werd in Luik voor Herd een gedenkplaat onthuld. In 2014 werd een nieuwe Luikse stadsreus Constant le Marin ingehuldigd. 